# Anton Mauve
Anton Mauve, nato Anthonij Rudolf Mauve, (Zaandam, 18 settembre 1838 – Arnhem, 5 febbraio 1888), è stato un pittore olandese  della corrente del realismo e fra gli esponenti più rilevanti della scuola de L'Aia. Firmava i suoi dipinti 'A. Mauve' o con il monogramma 'A.M.'.
Maestro del colore, ebbe una significativa influenza sul cugino Vincent van Gogh. Molte delle sue opere rappresentano animali all'aperto. Nel dipinto Cavalcata mattutina, esposto al Rijksmuseum, sono presenti cavalieri alla moda sullo sfondo con escrementi di cavallo in primo piano, una attestazione del suo impegno nel realismo. Le sue opere più importanti ritraggono contadini al lavoro nei campi. I suoi dipinti di greggi di pecore erano particolarmente popolari tra i clienti americani, così popolari, infatti, che si sviluppò una differenza di prezzo tra le scene di "pecore in avvicinamento" e "pecore in allontanamento".

## Biografia

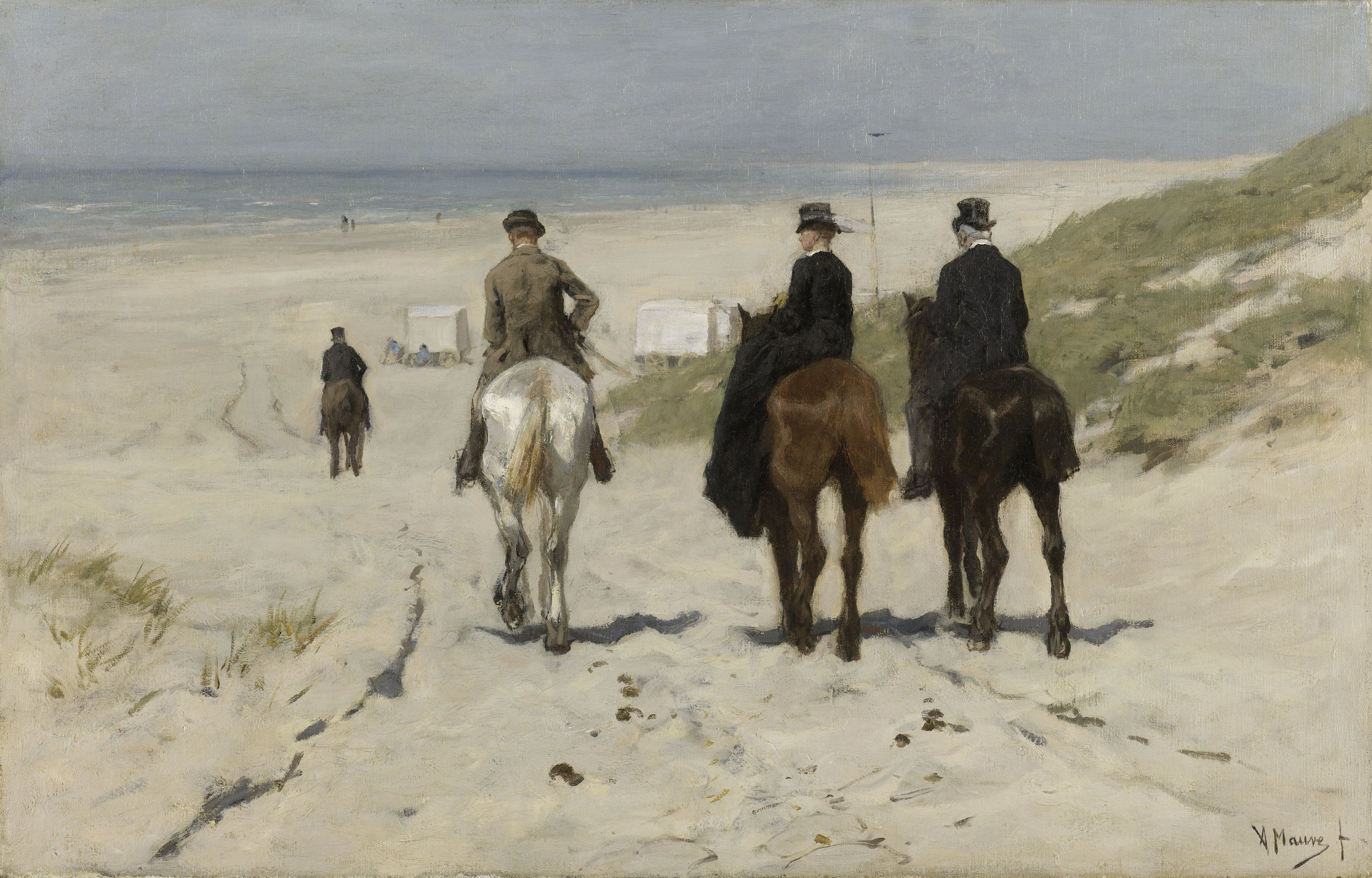
Cavalcata mattutina sulla spiaggia (1876), olio su tela, Rijksmuseum (Un gruppo di cavalieri ben vestiti, con la signora che cavalca all'amazzone, scende dalle dune verso la spiaggia di Scheveningen e le cabine; i loro cavalli lasciano escrementi nella sabbia.)

Anton Mauve nacque a Zaandam, una città dei Paesi Bassi nella provincia dell'Olanda Settentrionale. Quando aveva un anno, suo padre Willem Carel Mauve, un cappellano mennonita, si trasferì ad Haarlem, la capitale della provincia, dove Mauve crebbe.
In un primo tempo fu apprendista dei pittori Pieter Frederik van Os e Wouter Verschuur e successivamente fu allievo di Paul Gabriël, pittore naturalista, lavorando assieme a Oosterbeek, la 'olandese Barbizon'. Fu amico di Jozef Israëls e Willem Maris.
Nel 1872 Mauve si stabilì a L'Aia dove divenne uno dei principali esponenti della scuola de L'Aia e fra i fondatori dell'Hollandsche Teekenmaatschappij nel 1876, avendo un ruolo di rilievo nello sviluppo del Pulchri Studio, la società artistica più importante del tempo a L'Aia.
Negli ultimi due anni della sua vita Mauve si spostò nel villaggio di Laren nella regione di Hilversum chiamata het Gooi. Il gruppo di pittori che risiedevano in quella località, compresi Jozef Israëls e Albert Neuhuys, sono conosciuti come scuola Larense e la regione attorno a Gooi venne indicata 'terra di Mauve'. Mauve influenzò molti altri pittori e fra questi lo scozzese Robert McGregor (1847-1922).
Mauve morì improvvisamente a Arnhem il 5 febbraio 1888.

## Rapporto con Vincent van Gogh
| Artista              | Lettere |
| -------------------- | ------- |
| Jean-François Millet | 170     |
| Anton Mauve          | 152     |
| Rembrandt            | 100     |
| Delacroix            | 93      |

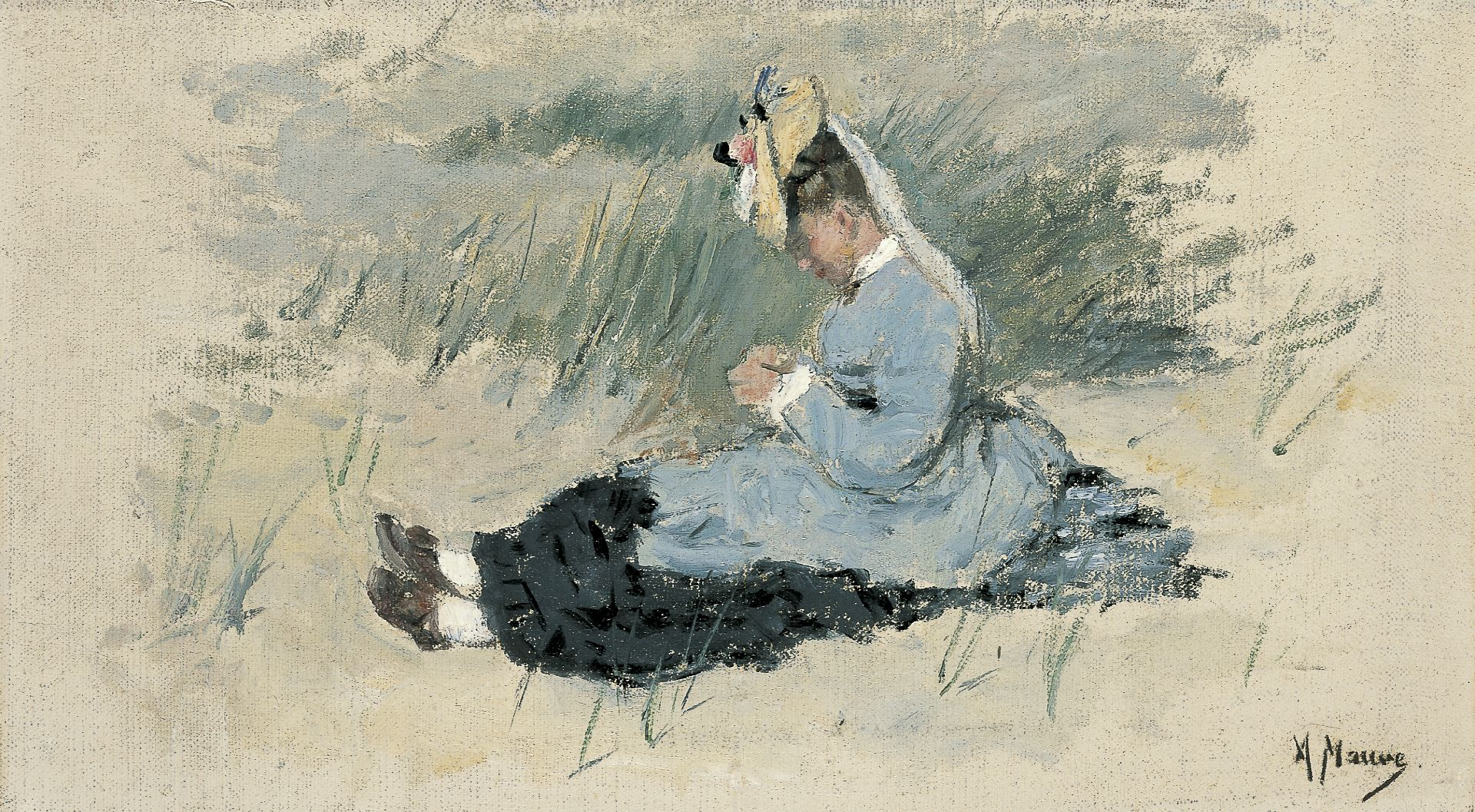
Ariëtte (Jet) Carbentus, moglie dell'artista, seduta sulle dune. Ella era cugina di van Gogh da parte materna.

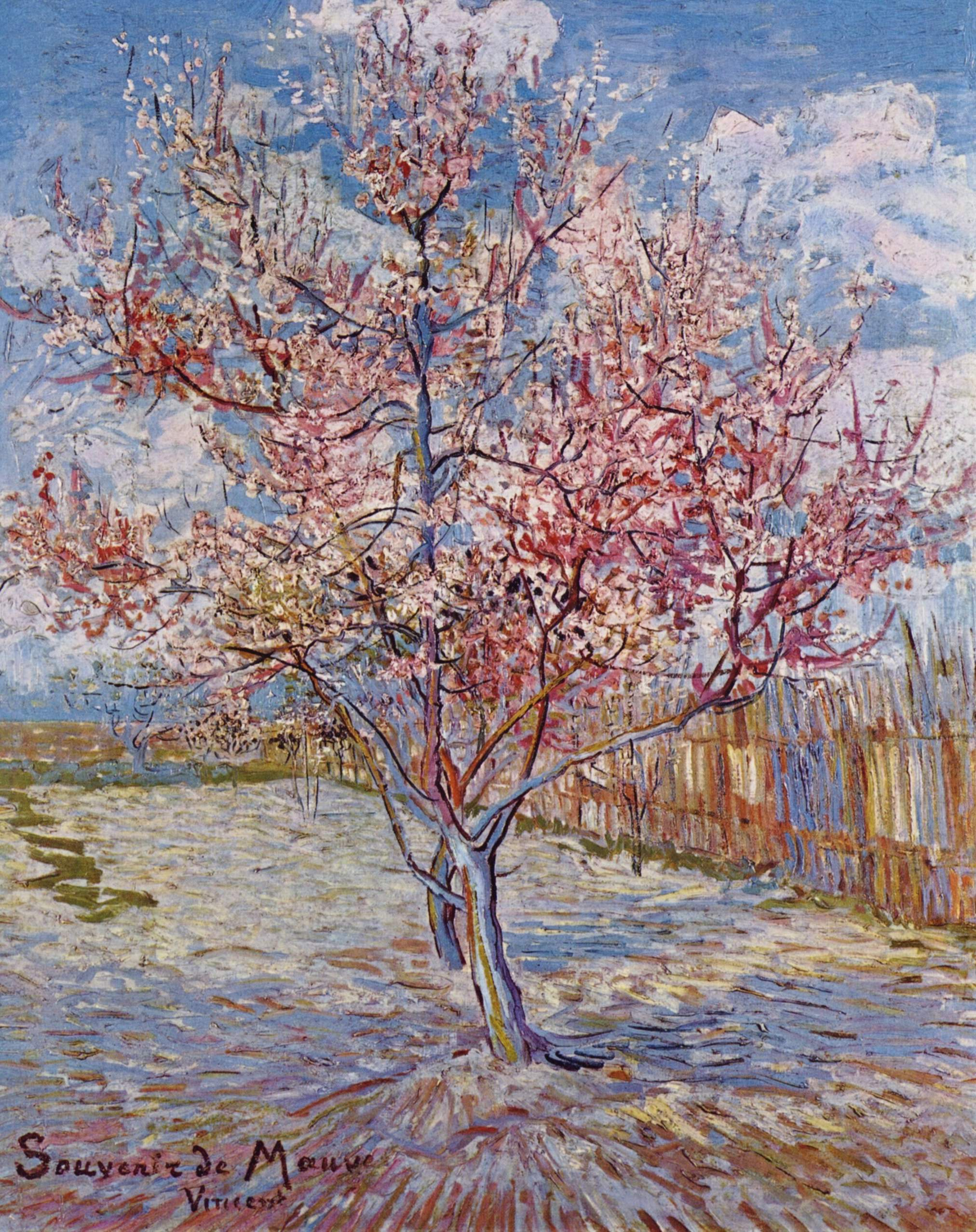
Vincent van Gogh, Ricordo di Mauve (intorno al 30 marzo 1888), olio su tela, Kröller-Müller Museum

Mauve aveva sposato la cugina di van Gogh, Ariëtte (Jet) Sophia Jeannette Carbentus, ed ebbe una grande influenza su van Gogh, che lo venerava. Egli è menzionato, direttamente o indirettamente, in 152 delle lettere sopravvissute di Gogh. A lato si può notare una tabella comparativa dei pittori menzionati da van Gogh nelle sue lettere.
Van Gogh passò tre settimane nello studio di Mauve alla fine del 1881 e in questo periodo, sotto la tutela di Mauve, fece i suoi primi esperimenti nell'uso del colore ad olio, e all'inizio dell'anno successivo dell'acquerello (in precedenza si era concentrato sul disegno). Mauve continuò ad incoraggiarlo e gli prestò del denaro per affittare e arredare un monolocale, ma in seguito divenne freddo nei suoi confronti e non rispose a diverse sue lettere.
In una lettera a suo fratello Theo van Gogh datata 7 maggio 1882, van Gogh descrive "una conversazione molto deplorevole", in cui Mauve gli disse che il loro sodalizio artistico era "finito", aggiungendo a titolo di spiegazione che Van Gogh aveva un comportamento vizioso. Van Gogh continua la sua lettera esprimendo il suo dolore, e poi lancia una sfida in difesa appassionata del suo rapporto con Clasina (Sien) Maria Hoornik, una prostituta incinta con la quale aveva stretto amicizia.
La realtà era che erano amanti. Si presume che Mauve avesse sentito del rapporto (anche se la lettera di Van Gogh non lo dice espressamente) e ruppe il sodalizio artistico a causa di esso. Tuttavia, il loro rapporto era già diventato difficile da fine gennaio. Tuttavia, van Gogh continuò a tenere Mauve in altissima stima e gli dedicò uno dei suoi dipinti più rappresentativi dopo aver sentito della sua morte improvvisa.
La madre di Mauve, Elisabeth Margaretha Hirschig, era prima cugina di Anton Hirschig, il giovane artista olandese che era un inquilino e collega di van Gogh all'Auberge Ravoux, al momento della morte di van Gogh.

## Opere principali

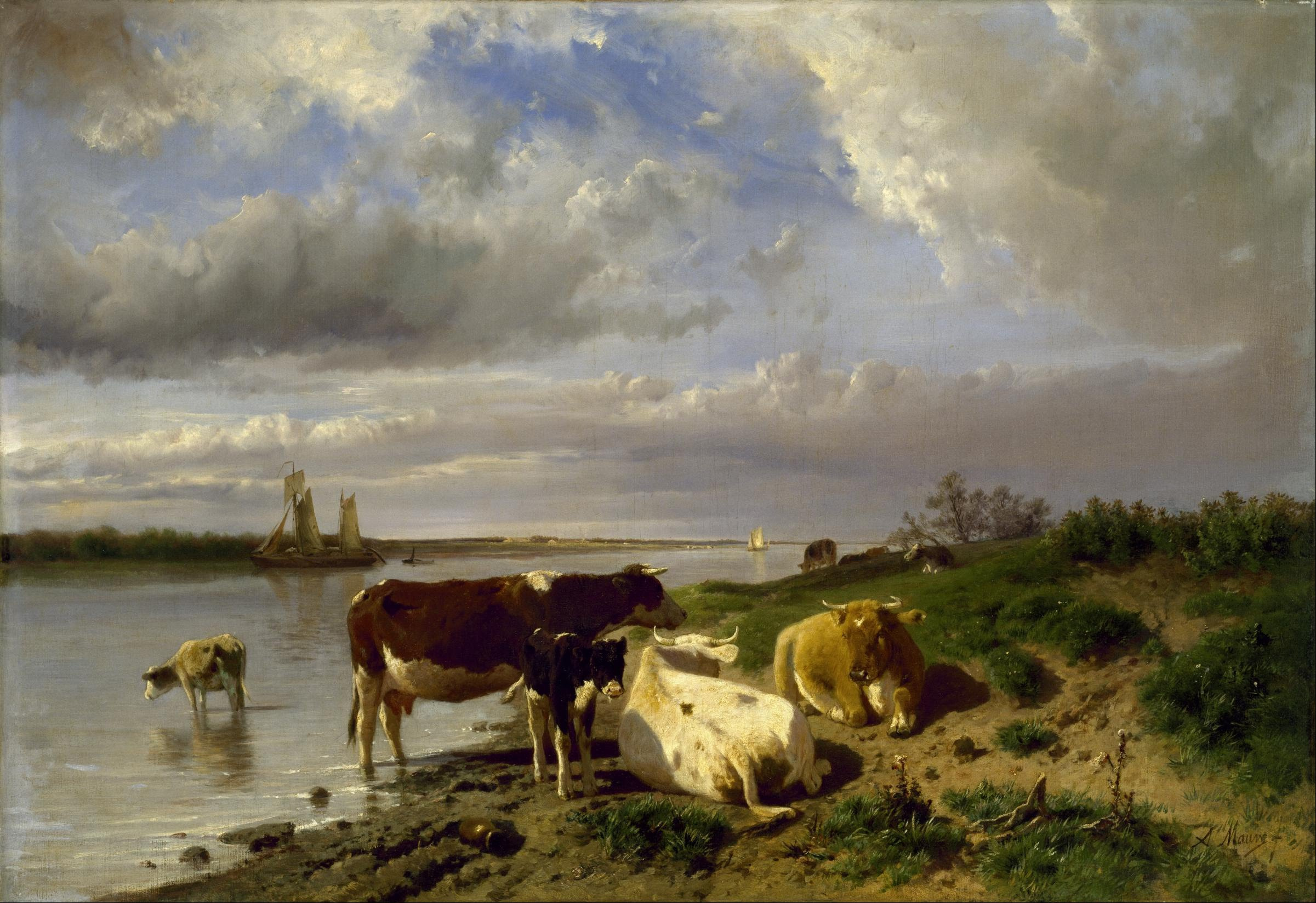
Panorama con vitelli

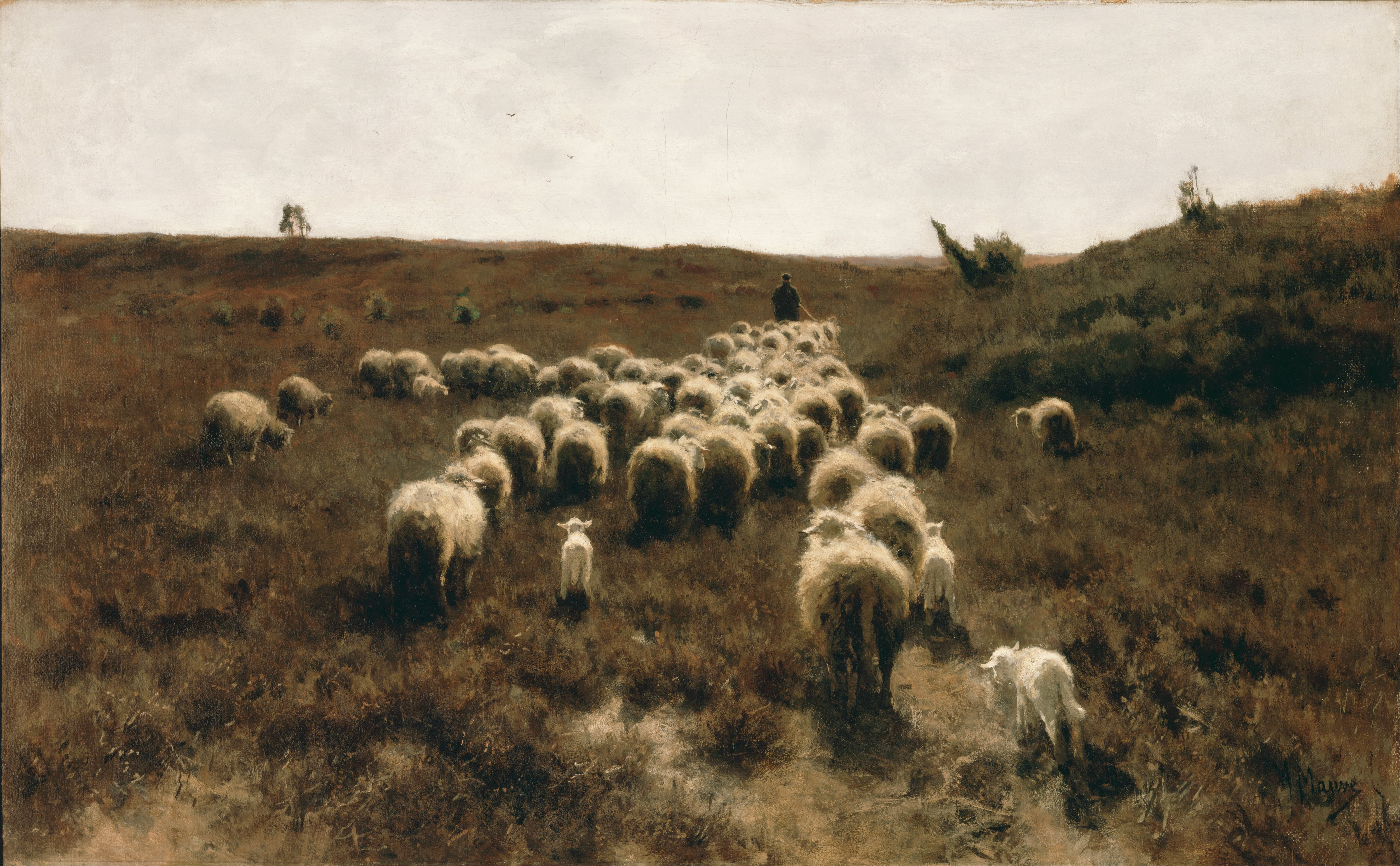
Il ritorno del gregge, Laren

- Entering the Fold (circa 1885-8), disegno e acquerello, Tate Gallery[11]
- Milking Time (circa 1875), olio su tela, National Gallery[12]
- Landscape with cattle, gesso su carta, Courtauld Institute of Art[13]
- Shepherdess, olio su tela, National Museum of Wales[14]
- Morning Ride (1876), olio su tela, Rijksmuseum Amsterdam[2]
- Rider in the Snow (1879), acquerello e gouache, Rijksmuseum Amsterdam[15]
- De Torenlaan te Laren (1886), olio su tela, Rijksmuseum, Amsterdam
- Ariëtte Carbentus, wife of the artist, sitting in the dunes (circa 1876), olio su tela, Rijksbureau voor Kunsthistorische Documentatie, The Hague (private collection)[16]
- Gathering Seaweed, olio su tela, Musée d'Orsay, Parigi[17]
- Changing Pasture (circa 1880s), olio su tela, Metropolitan Museum of Art, New York[18]
- The Return of the Flock, Laren (circa 1186 -1887), olio su tela, Philadelphia Museum of Art, Philadelphia[19]
- Digging up a Tree, acquerello, Museum of Fine Arts, Boston[20]
- Returning Home, olio su tavola, Art Gallery of New South Wales[21]

### Lettere
1. ↑   Letter 196: To Theo van Gogh. The Hague, on or about Tuesday, 3 January 1882., su Vincent van Gogh: The Letters, Van Gogh Museum,  Paragraph 3.
«Mauve mi prestò del denaro, 100 guilders, per affittare e arredare uno studio»
2. ↑   Letter 224: To Theo van Gogh. The Hague, on or about Sunday, 7 May 1882, su Vincent van Gogh: The Letters, Van Gogh Museum.
«Oggi ho incontrato Mauve e ho avuto una conversazione molto spiacevole con lui che ha reso chiaro che Mauve e io siamo divisi per sempre.»
3. ↑   Letter 590: To Willemien van Gogh. Arles, on or about Friday, 30 March 1888., su Vincent van Gogh: The Letters, Van Gogh Museum,  Note 5.
«Ora qui, per esempio, ho 6 dipinti di alberi da frutto.»